# Predrag Kruščić
Predrag Kruščić (Trogir, 20. studenoga 1954.) je hrvatski bivši košarkaš i košarkaški trener.
Igrao je od 1977. do 1985. godine.

## Igračka karijera

### Klupska karijera
U karijeri je igrao za KK Jugoplastiku.
1976./77. je s Jugoplastikom obranio naslov pobjednika Kupa Radivoja Koraća. U sastavu su još igrali Željko Jerkov, Rato Tvrdić, Damir Šolman, Duje Krstulović, Mlađan Tudor, Mirko Grgin, Ivo Bilanović, Mihajlo Manović, Ivica Dukan, Slobodan Bjelajac, Ivan Sunara, Branko Macura, Mladen Bratić, Deni Kuvačić, a vodio ih je Petar Skansi.
Osvojio je s Jugoplastikom naslov prvaka i kup Jugoslavije te Kup Radivoja Koraća.

## Trenerska karijera
Trenirao je KK Split u dvama navratima (1998./99., finale Kupa Hrvatske, poraz u zadnjoj sekundi) i 2003.-, riječki Croatia Line, vodio je slovensku Pivovarnu Laško (Final Four), švicarsku Bellinzonu, Omiš,Gradine, švicarsku Genevu, u Mađarskoj, nakon toga je 2008. – 2010. je trenirao košarkaše u Kaštelima (koje je 2009. uveo u prvu ligu) a od listopada 2010. preuzeo je tuniški US Monastir. Sveukupno je do 2003. radio 17 godina kao trener, od 1986. godine.